# اسماعیل شیرازی
اسماعیل شیرازی بازیگر سینمای فیلم اهل ایران بود

## فیلم‌شناسی
1. دزد و پاسبان
2. صمد به شهر می‌رود (۱۳۵۸)
3. سرخپوست‌ها (۱۳۵۷)
4. صمد در به در می‌شود (۱۳۵۷)
5. مشت مرد (۱۳۵۷)
6. صمد در راه اژدها (۱۳۵۶)
7. مشکل آقای اعتماد (۱۳۵۶)
8. آتش جنوب (۱۳۵۵)
9. بابا گلی به جمالت (۱۳۵۵)
10. جاهل و رقاصه (۱۳۵۵)
11. مادر جونم عاشق شده (۱۳۵۵)
12. تیرانداز (۱۳۵۴)
13. پلنگ در شب (۱۳۵۴)
14. جنجال (۱۳۵۴)
15. زنبورک (۱۳۵۴)
16. صمد خوشبخت می‌شود (۱۳۵۴)
17. عبور از مرز زندگی (۱۳۵۴)
18. عمو فوتبالی (۱۳۵۴)
19. مامور ما صمد بالاتر از خطر (۱۳۵۴) (مجموعه تلویزیونی)
20. جوجه فکلی (۱۳۵۳)
21. خشم و خون (۱۳۵۳)
22. صلات ظهر (۱۳۵۳)
23. صمد آرتیست می‌شود (۱۳۵۳)
24. گلنسا در پاریس (۱۳۵۳)
25. تنگنا (۱۳۵۲)
26. شلاق (۱۳۵۲)
27. صمد به مدرسه می‌رود (۱۳۵۲)
28. طاهر (۱۳۵۲)
29. قربون زن ایرونی (۱۳۵۲)
30. مرغ تخم طلا (۱۳۵۱)
31. پهلوان مفرد (١٣۵٠)
32. خوشگل محله (۱۳۵۰)
33. رنگین کمان (۱۳۵۰)
34. غلام ژاندارم (۱۳۵۰)
35. ماجرای یک دزد (۱۳۵۰)
36. قیصر (۱۳۴۸)
37. آقا موچول (۱۳۴۵)
38. شارلاتان (۱۳۴۵)
39. در دنیا بیگانه بودم (۱۳۴۴)